# Massegros Causses Gorges
Massegros Causses Gorges  est une commune française, située dans le département de la Lozère en région Occitanie.
De statut administratif commune nouvelle, elle est issue du regroupement le 1er janvier 2017 des cinq communes : Saint-Georges-de-Lévéjac, Le Massegros, Le Recoux, Saint-Rome-de-Dolan et Les Vignes.

## Géographie

### Localisation
La commune est limitrophe du département de l'Aveyron. Elle se trouve dans les Grands Causses, dans le Massif central, à l'ouest des gorges du Tarn. C'est une zone très rurale et très peu densément peuplée.
On y trouve les villages du Massegros, Saint-Georges-de-Lévéjac, Le Recoux, Saint-Rome-de-Dolan, La Piguière et Les Vignes.

### Communes limitrophes
Les communes limitrophes sont  Hures-la-Parade, La Canourgue, La Malène, La Tieule, Mostuéjouls, Saint-Pierre-des-Tripiers et Sévérac d'Aveyron.
| La Tieule                   | La Canourgue              |                 |
| Sévérac d'Aveyron (Aveyron) | Massegros Causses Gorges  | La Malène       |
| Mostuéjouls (Aveyron)       | Saint-Pierre-des-Tripiers | Hures-la-Parade |

### Climat
Pour des articles plus généraux, voir Climat de l'Occitanie et Climat de la Lozère.
En 2010, le climat de la commune est de type climat de montagne, selon une étude s'appuyant sur une série de données couvrant la période 1971-2000. En 2020, Météo-France publie une typologie des climats de la France métropolitaine dans laquelle la commune est exposée à un climat de montagne ou de marges de montagne et est dans la région climatique Sud-est du Massif Central, caractérisée par une pluviométrie annuelle de 1 000 à 1 500 mm, minimale en été, maximale en automne.
Pour la période 1971-2000, la température annuelle moyenne est de 9,2 °C, avec une amplitude thermique annuelle de 15,5 °C. Le cumul annuel moyen de précipitations est de 1 035 mm, avec 11 jours de précipitations en janvier et 5,9 jours en juillet. Pour la période 1991-2020, la température moyenne annuelle observée sur la station météorologique la plus proche, située sur la commune de Saint-Pierre-des-Tripiers à 14 km à vol d'oiseau, est de 9,6 °C et le cumul annuel moyen de précipitations est de 876,3 mm,. Pour l'avenir, les paramètres climatiques de la commune estimés pour 2050 selon différents scénarios d'émission de gaz à effet de serre sont consultables sur un site dédié publié par Météo-France en novembre 2022.

## Urbanisme

### Typologie
Au 1er janvier 2024, Massegros Causses Gorges est catégorisée commune rurale à habitat très dispersé, selon la nouvelle grille communale de densité à sept niveaux définie par l'Insee en 2022.
Elle est située hors unité urbaine et hors attraction des villes,.

### Risques majeurs
Le territoire de la commune de Massegros Causses Gorges est vulnérable à différents aléas naturels : météorologiques (tempête, orage, neige, grand froid, canicule ou sécheresse), feux de forêts, mouvements de terrains et séisme (sismicité faible). Il est également exposé à un risque particulier : le risque de radon. Un site publié par le BRGM permet d'évaluer simplement et rapidement les risques d'un bien localisé soit par son adresse soit par le numéro de sa parcelle.

#### Risques naturels
Massegros Causses Gorges est exposée au risque de feu de forêt. Un plan départemental de protection des forêts contre les incendies (PDPFCI) a été approuvé en décembre 2014 pour la période 2014-2023. Les mesures individuelles de prévention contre les incendies sont précisées par divers arrêtés préfectoraux et s’appliquent dans les zones exposées aux incendies de forêt et à moins de 200 mètres de celles-ci. L’arrêté du 23 mars 2018, complété par un arrêté de 2020, réglemente l'emploi du feu en interdisant notamment d’apporter du feu, de fumer et de jeter des mégots de cigarette dans les espaces sensibles et sur les voies qui les traversent sous peine de sanctions. L'arrêté du 23 août 2021, abrogeant un arrêté de 2002, rend le débroussaillement obligatoire, incombant au propriétaire ou ayant droit,,.

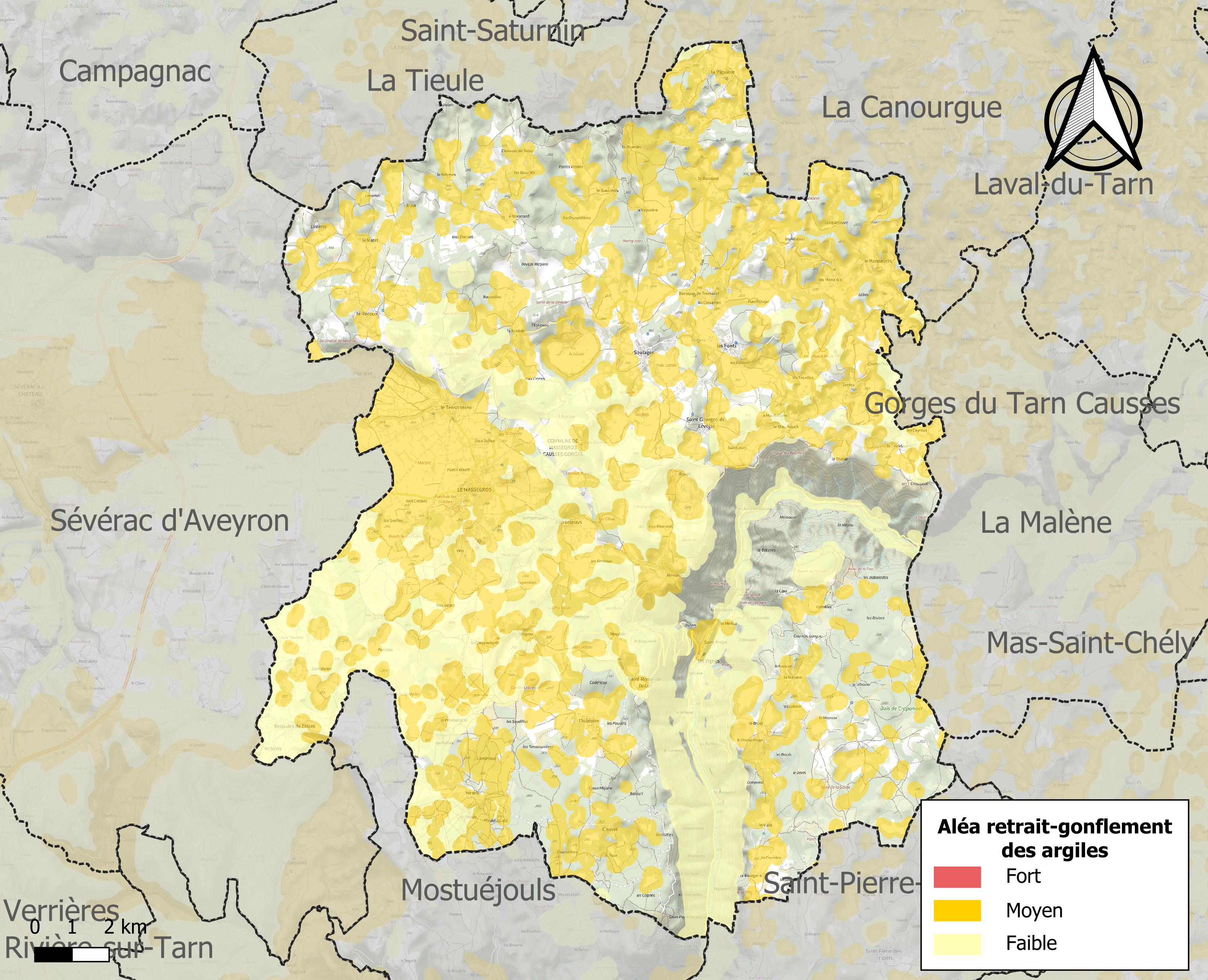
Carte des zones d'aléa retrait-gonflement des sols argileux de Massegros Causses Gorges.

Les mouvements de terrains susceptibles de se produire sur la commune sont des affaissements et effondrements liés aux cavités souterraines (hors mines) et des tassements différentiels. Par ailleurs, afin de mieux appréhender le risque d’affaissement de terrain, l'inventaire national des cavités souterraines permet de localiser celles situées sur la commune.
Le retrait-gonflement des sols argileux est susceptible d'engendrer des dommages importants aux bâtiments en cas d’alternance de périodes de sécheresse et de pluie. 43,7 % de la superficie communale est en aléa moyen ou fort (15,8 % au niveau départemental et 48,5 % au niveau national). Sur les 692 bâtiments dénombrés sur la commune en 2019, 488 sont en aléa moyen ou fort, soit 71 %, à comparer aux 14 % au niveau départemental et 54 % au niveau national. Une cartographie de l'exposition du territoire national au retrait gonflement des sols argileux est disponible sur le site du BRGM,.
Par ailleurs, afin de mieux appréhender le risque d’affaissement de terrain, l'inventaire national des cavités souterraines permet de localiser celles situées sur la commune.
La commune a été reconnue en état de catastrophe naturelle au titre des dommages causés par les inondations et coulées de boue survenues en 1982, 1994, 2003, 2011 et 2020.

#### Risque particulier
Dans plusieurs parties du territoire national, le radon, accumulé dans certains logements ou autres locaux, peut constituer une source significative d’exposition de la population aux rayonnements ionisants. Certaines communes du département sont concernées par le risque radon à un niveau plus ou moins élevé. Selon la classification de 2018, la commune de Massegros Causses Gorges est classée en zone 3, à savoir zone à potentiel radon significatif.

## Histoire
La commune nouvelle est créée le 1er janvier 2017 par la fusion des cinq communes : Saint-Georges-de-Lévéjac, Le Massegros, Le Recoux, Saint-Rome-de-Dolan et Les Vignes.
Son chef-lieu se situe au Massegros. Les quatre autres anciennes communes deviennent commune déléguée à cette même date.

## Politique et administration

### Liste des maires
| Période      | Période                   | Identité            | Étiquette | Qualité                                                     |
| ------------ | ------------------------- | ------------------- | --------- | ----------------------------------------------------------- |
| janvier 2017 | En cours (au 30 mai 2020) | Jean-Paul Pourquier |           | Conseiller départemental du canton de La Canourgue (2015- ) |

### Communes déléguées
| Nom                      | Code Insee | Intercommunalité          | Superficie (km2) | Population (dernière pop. légale) | Densité (hab./km2) |
| ------------------------ | ---------- | ------------------------- | ---------------- | --------------------------------- | ------------------ |
| Le Massegros (siège)     | 48094      | CC du Causse du Massegros | 17,94            | 410 (2014)                        | 23                 |
| Saint-Georges-de-Lévéjac | 48154      | CC du Causse du Massegros | 56,26            | 256 (2014)                        | 4,6                |
| Le Recoux                | 48125      | CC du Causse du Massegros | 23,69            | 126 (2014)                        | 5,3                |
| Saint-Rome-de-Dolan      | 48180      | CC du Causse du Massegros | 32,63            | 62 (2014)                         | 1,9                |
| Les Vignes               | 48195      | CC du Causse du Massegros | 28,84            | 102 (2014)                        | 3,5                |

## Population et société

### Démographie

#### Évolution démographique
L'évolution du nombre d'habitants est connue à travers les recensements de la population effectués dans la commune depuis sa création.

En 2022, la commune comptait 936 habitants, en évolution de −4,1 % par rapport à 2016 (Lozère : +0,11 %, France hors Mayotte : +2,11 %).
| 2015 | 2020 | 2022 |
| ---- | ---- | ---- |
| 960  | 944  | 936  |

#### Pyramide des âges
La population de la commune est plus âgée que celle du département. En 2021, le taux de personnes d'un âge inférieur à 30 ans s'élève à 26,7 %, soit un taux inférieur à la moyenne départementale (29,3 %). Le taux de personnes d'un âge supérieur à 60 ans (33.3 %) est inférieur au taux départemental (33,8 %).
En 2021, la commune comptait 480 hommes pour 456 femmes, soit un taux de 51,28 % d'hommes, supérieur au taux départemental (49,13 %).
Les pyramides des âges de la commune et du département s'établissent comme suit :
| Hommes | Classe d’âge | Femmes |
| ------ | ------------ | ------ |
| 2,3    | 90 ou +      | 4      |
| 9,8    | 75-89 ans    | 10,2   |
| 21,2   | 60-74 ans    | 19,2   |
| 24,1   | 45-59 ans    | 23,8   |
| 15     | 30-44 ans    | 17,2   |
| 11,9   | 15-29 ans    | 12,5   |
| 15,8   | 0-14 ans     | 13,2   |

| Hommes | Classe d’âge | Femmes |
| ------ | ------------ | ------ |
| 1      | 90 ou +      | 2,8    |
| 9,1    | 75-89 ans    | 11,8   |
| 21,6   | 60-74 ans    | 21,1   |
| 21,5   | 45-59 ans    | 20,2   |
| 16,3   | 30-44 ans    | 15,9   |
| 15,5   | 15-29 ans    | 13,6   |
| 15     | 0-14 ans     | 14,6   |

### Enseignement

#### Le Massegros
École primaire publique

#### Saint-Georges-de-Lévéjac
École primaire publique

#### Collèges de rattachement
Les élèves habitant Le Massegros, Saint-Georges-de-Lévéjac, Saint-Rome-de-Dolan, La Piguière et Le Recoux vont au collège à La Canourgue. Les élèves habitant Les Vignes vont au collège à Meyrueis.

## Économie
L'économie de cette région très rurale et très peu densément peuplée repose surtout sur l'agriculture et l'élevage. Le tourisme (notamment le tourisme vert) est présent. À Saint-Georges-de-Lévéjac se trouve le Point Sublime, offrant une vue magnifique sur les gorges du Tarn.

## Culture locale et patrimoine

### Lieux et monuments
- Chapelle de Soulages.
- Église Saint-Martin d'Inos. L'édifice est référencé dans la base Mérimée et à l'Inventaire général Région Occitanie[23].

#### Saint-Georges-de-Lévéjac
- Point Sublime, point de vue sur les Gorges du Tarn.
- Église paroissiale Saint-Georges de Saint-Georges-de-Lévéjac. L'édifice est référencé dans la base Mérimée et à l'Inventaire général Région Occitanie[24]. De nombreux objets sont référencés dans la base Palissy (voir les notices liées)[24].
- Église du Sacré-Cœur du hameau de La Piguière (entièrement restaurée depuis 2014).

#### Le Massegros
- Ferme du Massegros.
- Église Saint-Martin du Massegros. L'édifice est référencé dans la base Mérimée et à l'Inventaire général Région Occitanie[25]. De nombreux objets sont référencés dans la base Palissy (voir les notices liées)[25].
- École publique.

#### Le Recoux
- Église paroissiale Notre-Dame-du-Rosaire du Recoux.

#### Saint-Rome-de-Dolan
- Église Saint-Romain de Saint-Rome-de-Dolan. L'édifice est référencé dans la base Mérimée et à l'Inventaire général Région Occitanie[26]. De nombreux objets sont référencés dans la base Palissy (voir les notices liées)[26].

#### Les Vignes
- Les ruines du Château des Vignes.
- Chapelle des Vignes.
- Église Saint-Préjet des Vignes. L'édifice est référencé dans la base Mérimée et à l'Inventaire général Région Occitanie[27].

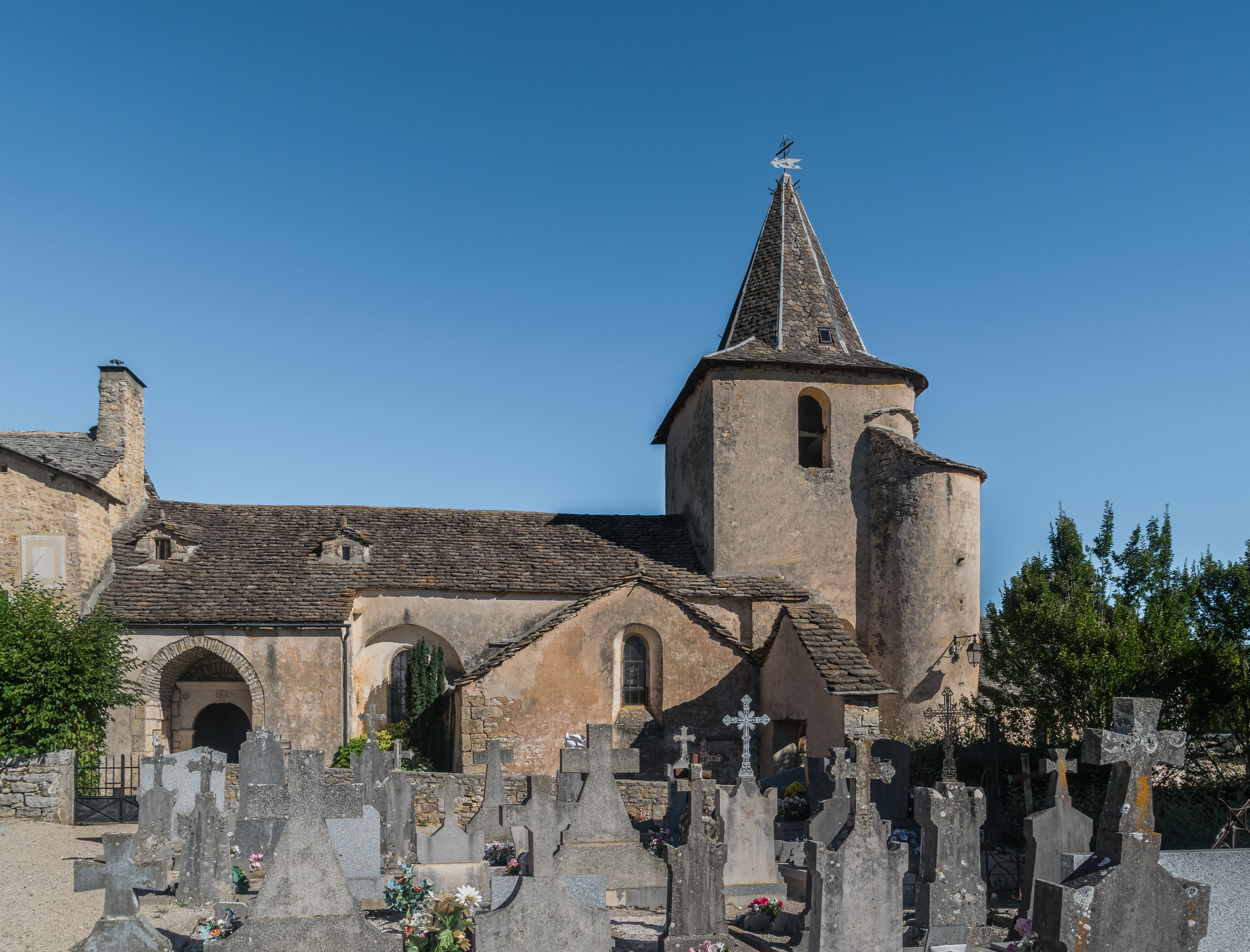
Église Saint-Georges de Saint-Georges-de-Lévéjac
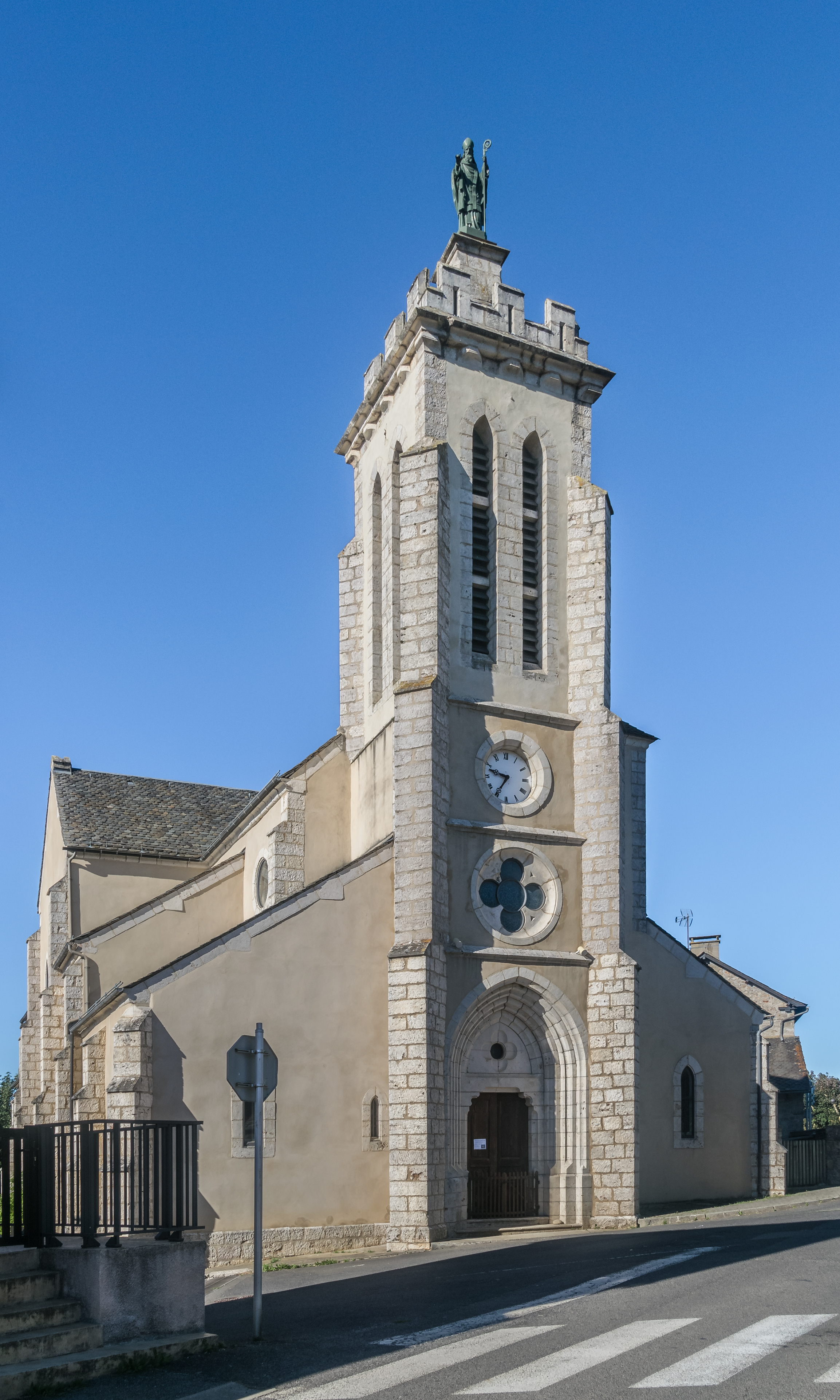
Église Saint-Martin du Massegros
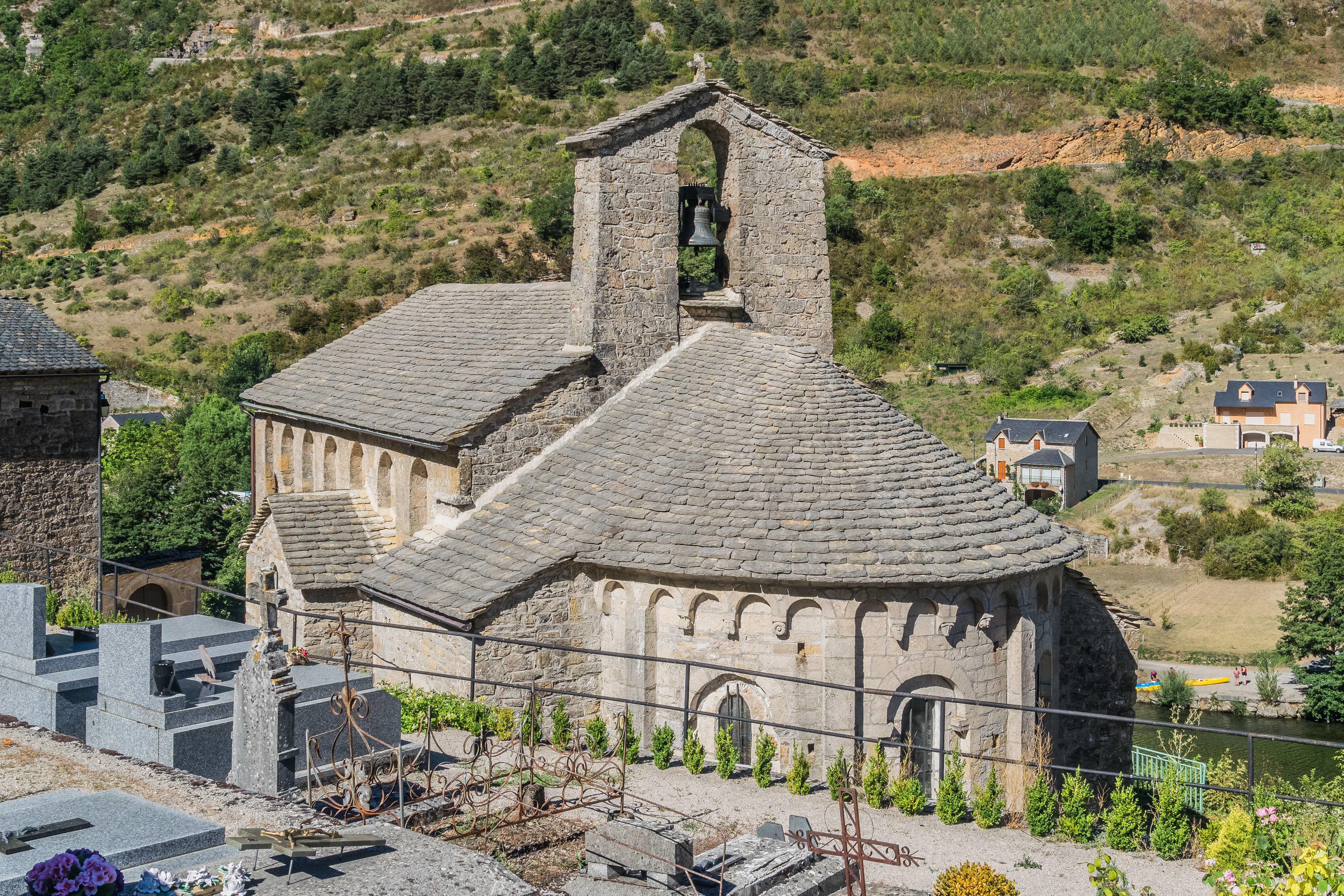
Église Saint-Préjet des Vignes
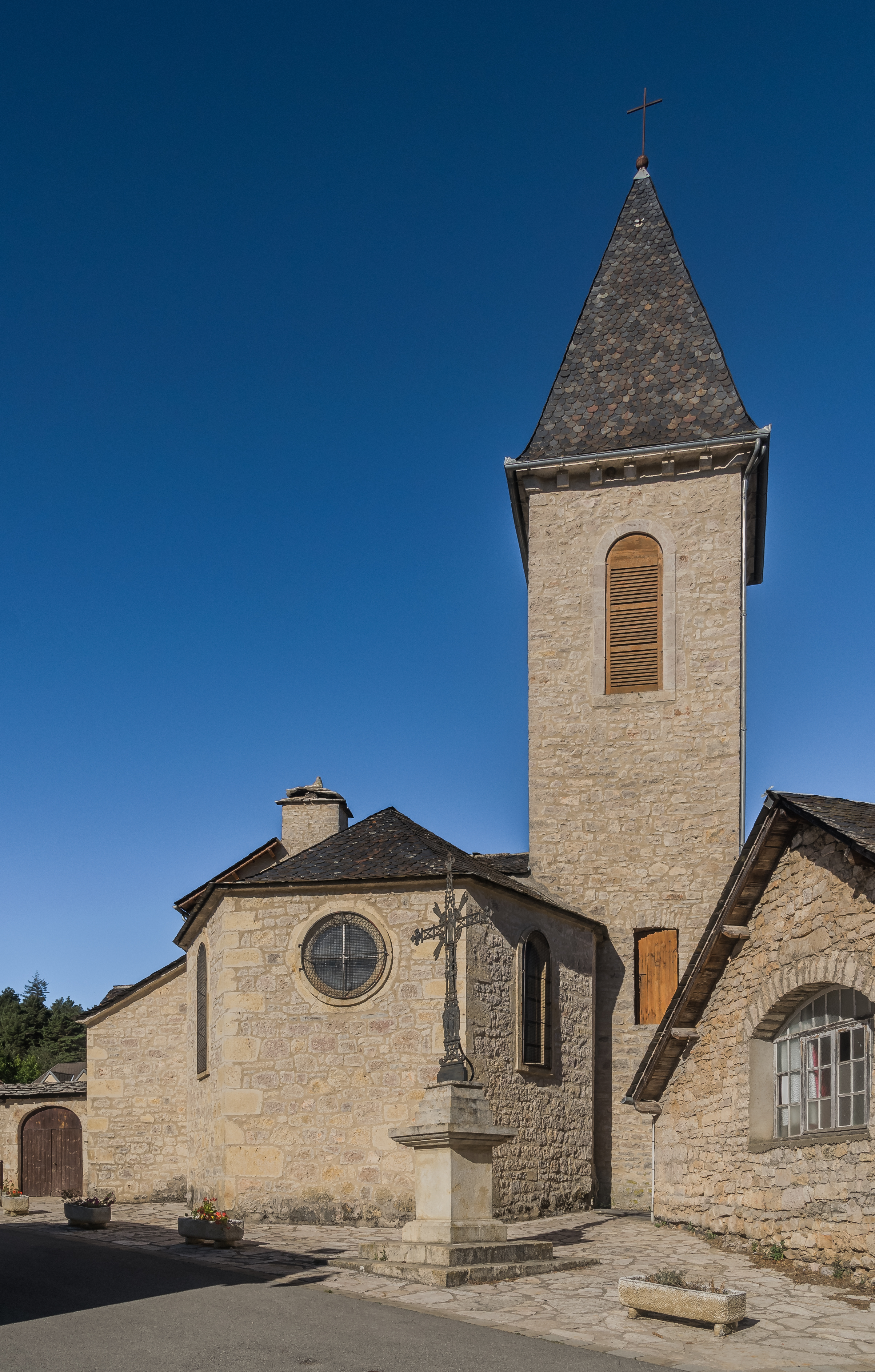
Église Saint-Romain de Saint-Rome-de-Dolan